# Drosanthemum lavisii
Drosanthemum lavisii là một loài thực vật có hoa trong họ Phiên hạnh. Loài này được L.Bolus mô tả khoa học đầu tiên năm 1935.

## Phân bố và môi trường sống
Drosanthemum lavisii là một loài có nguy cơ tuyệt chủng, đặc hữu của tỉnh Tây Cape, Nam Phi.
Phạm vi phân bố của nó kéo dài từ Ashton, Bonnievale và Montagu ở phía bắc, về phía nam đến tận Bredasdorp và chân đồi phía bắc của núi Potberg. Về phía đông, loài này phân bố ở các vùng Heidelberg và Riversdale của Overberg, đến tận Albertinia.
Môi trường sống ưa thích của D.lavisii là cuội kết và các ruộng bậc thang nằm trên sườn tích với đá thạch anh. Đôi khi cũng có các yếu tố của silcret, ferricret hoặc đá phiến sét (nó thường được tìm thấy trong các kiểu thảm thực vật Shale Renostervelds và Ferricret Fynbos).
Thảm thực vật xung quanh bao gồm các loại cây bụi nhỏ, Restionaceae và mật độ cỏ cao giữa các sỏi phù sa.